# Каннаудж (округ)
Каннаудж (англ. Kannauj district, хинди कन्नौज जिला) — округ в индийском штате Уттар-Прадеш. Административный центр — город Каннаудж.

## История
Округ Каннаудж был образован 18 сентября 1997 года путём отделения части округа Фаррукхабад.

## География
Округ расположен на западе центральной части штата. Граничит с округами Фаррукхабад (на севере), Хардой (на северо-востоке), Канпур (на востоке), Рамабайнагар (на юго-востоке), Аурайя (на юге), Этавах (на юго-западе) и Майнпури (на западе). Главная река округа — Ганг, образует его северо-восточную границу. Другие крупные реки — Кали и Исан. Средняя высота территории над уровнем моря — около 139 м. Площадь округа составляет 1993 км².
Основные населённые пункты округа: Чхибрамау, Гурсахаигандж, Каннаудж, Саурикх, Сикандерпур, Талграм, Тирвагандж.

## Демография
По данным переписи 2011 года население округа составляет 1 658 005 человек, что примерно соответствует населению такого государства, как Гвинея-Бисау. Плотность населения составляет 792 чел/км². Прирост населения за период с 2001 по 2011 годы — 19,37 %. Соотношение полов — 879 женщин на 1000 мужчин. Уровень грамотности — 74,01 %.
По данным прошлой переписи 2001 года население округа составляло 1 388 923 человека. Из них 1 156 951 человек (83,3 %) были сельскими жителями, а 231 972 человека (16,7 %) — городскими жителями.